# ميغيل موريلو
ميغيل مورييو (بالإسبانية: Miguel Murillo)‏ لاعب كرة قدم بوليفي راحل كان يجيد اللعب في مركز حارس مرمى .
لعب طوال مسيرته الرياضية في نادي بوليفار . شارك مع منتخب بوليفيا في بطولة كأس العالم 1930 في الأوروغواي .

## روابط خارجية
- ميغيل موريلو على موقع الاتحاد الدولي (مؤرشف)  (الإنجليزية)
- ميغيل موريلو على موقع قاعدة بيانات كرة القدم.إي يو (الإنجليزية)
- ميغيل موريلو على موقع Soccerway.com (الإنجليزية)
- ميغيل موريلو على موقع عالم كرة القدم.نت (الإنجليزية)